# Reischekia papuana
Reischekia papuana är en spindeldjursart som beskrevs av Beier 1965. Reischekia papuana ingår i släktet Reischekia och familjen blindklokrypare. Inga underarter finns listade i Catalogue of Life.